# Damernas sprint vid världsmästerskapen i skidskytte 2011
Damernas sprint vid VM i skidskytte 2011 hölls den 5 mars 2011 i Chanty-Mansijsk, Ryssland kl. 14:00 svensk tid (CET). Detta var damernas första individuella tävling på världsmästerskapet. Distansen var 7,5 km. Skjuttillfällena var två, det första liggande och det andra stående. Varje missat skott gav en straffrunda. Guldmedaljör blev Magdalena Neuner, Tyskland.

## Tidigare världsmästare
| År   | Ort             | Mästare          |
| ---- | --------------- | ---------------- |
| 2006 | Pokljuka        | Tävlades inte i  |
| 2007 | Antholz         | Magdalena Neuner |
| 2008 | Östersund       | Andrea Henkel    |
| 2009 | Pyeongchang     | Kati Wilhelm     |
| 2010 | Chanty-Mansijsk | Tävlades inte i  |

## Resultat
| Placering | Namn                     | Land        | Tid     | Straffrundor (L+S) |
| --------- | ------------------------ | ----------- | ------- | ------------------ |
| 1         | Magdalena Neuner         | Tyskland    | 20:31,2 | 0 (0+0)            |
| 2         | Kaisa Mäkäräinen         | Finland     | 20:43,4 | 0 (0+0)            |
| 3         | Anastasija Kuzmina       | Slovakien   | 21:11,2 | 1 (0+1)            |
| 4         | Olga Zajtseva            | Ryssland    | 21:18,9 | 0 (0+0)            |
| 5         | Helena Ekholm            | Sverige     | 21:32,2 | 0 (0+0)            |
| 6         | Jekaterina Jurlova       | Ryssland    | 21:47,5 | 0 (0+0)            |
| 7         | Tora Berger              | Norge       | 21:57,2 | 2 (1+1)            |
| 8         | Marie Dorin              | Frankrike   | 22:02,9 | 0 (0+0)            |
| 9         | Miriam Gössner           | Tyskland    | 22:06,9 | 2 (1+1)            |
| 10        | Valj Semerenko           | Ukraina     | 22:09,6 | 1 (0+1)            |
| 11        | Anna Carin Zidek         | Sverige     | 22:12,7 | 1 (0+1)            |
| 12        | Anna Maria Nilsson       | Sverige     | 22:17,1 | 0 (0+0)            |
| 13        | Agnieszka Cyl            | Polen       | 22:17,8 | 0 (0+0)            |
| 14        | Teja Gregorin            | Slovenien   | 22:20,3 | 1 (0+1)            |
| 15        | Éva Tófalvi              | Rumänien    | 22:21,3 | 0 (0+0)            |
| 16        | Nadzeja Skardzina        | Vitryssland | 22:21,7 | 0 (0+0)            |
| 17        | Jana Gereková            | Slovakien   | 22:22,2 | 1 (0+1)            |
| 18        | Vita Semerenko           | Ukraina     | 22:28,0 | 2 (1+1)            |
| 19        | Tadeja Brankovič-Likozar | Slovenien   | 22:29,1 | 1 (0+1)            |
| 20        | Andrea Henkel            | Tyskland    | 22:32,1 | 2 (1+1)            |